# Sundara triplata
Sundara triplata är en insektsart som beskrevs av Mathew och K. Ramakrishnan 2002. Sundara triplata ingår i släktet Sundara och familjen dvärgstritar. Inga underarter finns listade i Catalogue of Life.